# Bülent Yıldırım
Bülent Yıldırım (Pınarbaşı ,Kayseri tartomány, 1972. március 1. –) török nemzetközi labdarúgó-játékvezető.

## Pályafutása

### Nemzeti játékvezetés
A játékvezetésből 1994-ben vizsgázott, 1998-ban C osztályú, 2001-ben B, 2002-ben 2.Liga  minősítésű, 2003. augusztus 30-án vezette első Super Liga mérkőzését.

#### Nemzeti kupamérkőzések
Vezetett Kupa-döntők száma: 1.

##### Szuperkupa
| Időpont             | Helyszín                       | Mérkőzés típusa | Mérkőzés                     | Eredmény | Nézők száma |
| ------------------- | ------------------------------ | --------------- | ---------------------------- | -------- | ----------- |
| 2013. augusztus 11. | Marcel Saupin Stadion, Kayseri | döntő           | Fenerbahçe SK–Galatasaray SK | 0 – 1    | 32 000      |

### Nemzetközi játékvezetés
A Török labdarúgó-szövetség Játékvezető Bizottsága (JB) terjesztette fel nemzetközi játékvezetőnek, a Nemzetközi Labdarúgó-szövetség (FIFA) 2007-től tartotta nyilván bírói keretében. Több nemzetek közötti válogatott és klubmérkőzést vezetett, vagy működő társának 4. bíróként segített. FIFA JB besorolás szerint első kategóriás bíró. A török nemzetközi játékvezetők rangsorában, a világbajnokság-Európa-bajnokság sorrendjében többedmagával a 12. helyet foglalja el 3 (2014) találkozó szolgálatával. Válogatott mérkőzéseinek száma: 6 (2014).

#### Világbajnokság
A világbajnoki döntőhöz vezető úton Brazíliába a XX., a 2014-es labdarúgó-világbajnokságra a FIFA JB bíróként alkalmazta.

##### 2014-es labdarúgó-világbajnokság

###### Selejtező mérkőzés
| Időpont           | Helyszín                           | Mérkőzés típusa           | Mérkőzés             | Eredmény | Nézők száma |
| ----------------- | ---------------------------------- | ------------------------- | -------------------- | -------- | ----------- |
| 2013. október 15. | Cidade de Coimbra Stadion, Coimbra | előselejtező (F. csoport) | Portugália–Luxemburg | 3 – 0    | 18 955      |

#### Európa-bajnokság

##### U17-es labdarúgó-Európa-bajnokság
Belgium rendezte a 2007-es U17-es labdarúgó-Európa-bajnokságot, ahol a FIFA/UEFA JB bíróként foglalkoztatta.
| Időpont         | Helyszín                 | Mérkőzés típusa              | Mérkőzés                  | Eredmény |
| --------------- | ------------------------ | ---------------------------- | ------------------------- | -------- |
| 2007. május 4.  | Kehrweg Stadion, Eupen   | csoportmérkőzés (A. csoport) | Franciaország–Németország | 2 – 1    |
| 2007. május 7.  | Leburton Stadion, Tubize | csoportmérkőzés (B. csoport) | Anglia–Hollandia          | 4 – 2    |
| 2007. május 10. | Leburton Stadion, Tubize | egyik elődöntő               | Anglia–Franciaország      | 1 – 0    |

---
Az európai labdarúgó torna döntőjéhez vezető úton Ukrajnába és Lengyelországba a XIV., a 2012-es labdarúgó-Európa-bajnokságra az UEFA JB játékvezetőként foglalkoztatta.

##### 2012-es labdarúgó-Európa-bajnokság

###### Selejtező mérkőzés
| Időpont             | Helyszín                   | Mérkőzés típusa           | Mérkőzés                    | Eredmény | Nézők száma |
| ------------------- | -------------------------- | ------------------------- | --------------------------- | -------- | ----------- |
| 2010. szeptember 3. | Rheinpark Stadion, Vaduz   | előselejtező (I. csoport) | Liechtenstein–Spanyolország | 0 – 4    | 6100        |
| 2011. szeptember 2. | Luzsnyiki Stadion, Moszkva | előselejtező (B. csoport) | Oroszország–Macedónia       | 1 – 0    | 31 028      |

#### Nemzetközi kupamérkőzések

##### Európa-liga
| Időpont          | Helyszín              | Mérkőzés típusa           | Mérkőzés                    | Eredmény |
| ---------------- | --------------------- | ------------------------- | --------------------------- | -------- |
| 2014. július 31. | DVTK-stadion, Miskolc | előselejtező (3. forduló) | Diósgyőri VTK–FK Krasznodar | 1 – 5    |

## Magyar vonatkozás
| Időpont          | Helyszín              | Mérkőzés típusa             | Mérkőzés                      | Eredmény | Nézők száma |
| ---------------- | --------------------- | --------------------------- | ----------------------------- | -------- | ----------- |
| 2013. február 6. | Bellis Stadion, Belek | felkészülési (876.mérkőzés) | Magyarország–Fehéroroszország | 1 – 1    | 38 000      |